# Droppsköldpadda
Droppsköldpadda (Clemmys guttata) är en sköldpadda som förekommer i sydöstra Kanada och östra USA.
Den känns främst igen på sin typiska färgteckning, svart till blåsvart grundfärg med små runda gula fläckar. Längden på ryggskölden är upp till 12,5 centimeter. Punkterna minskar under individens liv och kan saknas hos gamla exemplar.
Droppsköldpaddan är en sötvattenslevande sköldpadda med en halvakvatisk livsstil. Dess habitat är olika typer av våtmarker och vattendrag, omgivna av skogsmarker. Den har ett varierat urval av föda, både viss växtlighet och insekter, maskar, blötdjur, spindlar och fisk ingår i dieten.
Aktiviteten minskar efter våren och under varma sommardagar vilar droppsköldpaddan oftast på fuktig grund. Den kan också gömma sig i övergivna bon av bisamråttan.
Honor gräver ett näste under maj eller juni och lägger tre till åtta ägg per tillfälle. Efter cirka tio veckor kläcks äggen. Livslängden i naturen går upp till 20 år. De äldsta individerna i fångenskap blev cirka 40 år gamla.
Det förekommer att arten hålls som husdjur, trots att den listas som starkt hotad (EN) av Internationella naturvårdsunionen.